# 태안여객
태안여객(泰安旅客)은 충청남도 태안군의 농어촌버스를 담당하는 업체로, 본사는 충청남도 태안군 동백로 304(태안시외버스터미널)에 있으며, 계열사로는 서산시의 시내버스 회사인 서령버스가 있다.

## 역사
- 1988년 12월 9일: 서령버스의 차량 20대를 태안에 배치하여 태안영업소 개설
- 1995년 9월 13일: 차량 39대로 농어촌버스 신규 면허 취득
- 1996년 1월 1일: 서령버스에서 분사, 자회사 태안여객 출범
- 2001년 1월 30일: 본사를 태안 공영터미널 2층으로 이전
- 2004년 7월 16일: 강신욱이 서령버스·태안여객 대표이사로 취임
- 2005년 12월 31일: 태안여객의 새로운 고유 도색 도입
- 2006년 2월 1일: 20여 년 만에 대한민국 최초로 버스안내양(도우미) 제도 부활, 인력 채용

## 주요 노선
2014년 12월 기준이다.
| 운행업체 | 보유 노선수 | 면허 대수 | 등록 대수 |
| -------- | ----------- | --------- | --------- |
| 태안여객 | 71          | 40        | 40        |

## 차량 구성
- 자일대우버스
  - 자일대우 레스타
  - 자일대우 NEW BS090
  - 자일대우 NEW BS106
- 현대자동차
  - 현대 뉴 카운티
  - 현대 카운티 뉴 브리즈
  - 현대 에어로타운
  - 현대 그린시티
  - 현대 뉴 슈퍼 에어로시티
  - 현대 일렉시티
  - 현대 뉴 프리미엄 유니버스 엘레강스